# Damian Biernacki
Damian Biernacki (ur. 22 grudnia 1982) – polski piłkarz ręczny, występujący na pozycji rozgrywającego, zawodnik Zagłębia Sosnowiec.

## Życiorys
21 września 2002 roku zadebiutował w Superlidze w barwach Olimpii Piekary Śląskie w przegranym 16:29 spotkaniu z Wisłą Płock. W Olimpii występował do 2006 roku. W sezonie 2006/2007 był zawodnikiem Viretu Zawiercie. Następnie występował w hiszpańskim BM Pedro Alonso Niño Moguer. Na początku 2009 roku przeszedł do Olimpii Piekary Śląskie. W sezonie 2010/2011 ze 138 bramkami zajął trzecie miejsce w klasyfikacji strzelców I ligi. Na początku 2012 roku powrócił do Viretu Zawiercie. W klubie tym występował do 2016 roku, zdobywając w 111 meczach I ligi 406 bramek. Następnie przeszedł do Zagłębia Sosnowiec. W 2020 roku awansował z Zagłębiem do I ligi.